# 小林幸男
小林 幸男（こばやし ゆきお）は、日本の政治家。元岐阜市議会議員（6期）。

## 来歴
1951年　岐阜第三中学校卒業。
1999年　岐阜市議会議長。
2008年　旭日小綬章受章。